# Forthing T5 EVO
Le Forthing T5 EVO est un crossover compact produit par Dongfeng Liuzhou Motor sous la sous-marque Forthing (Dongfeng Fengxing).

## Aperçu

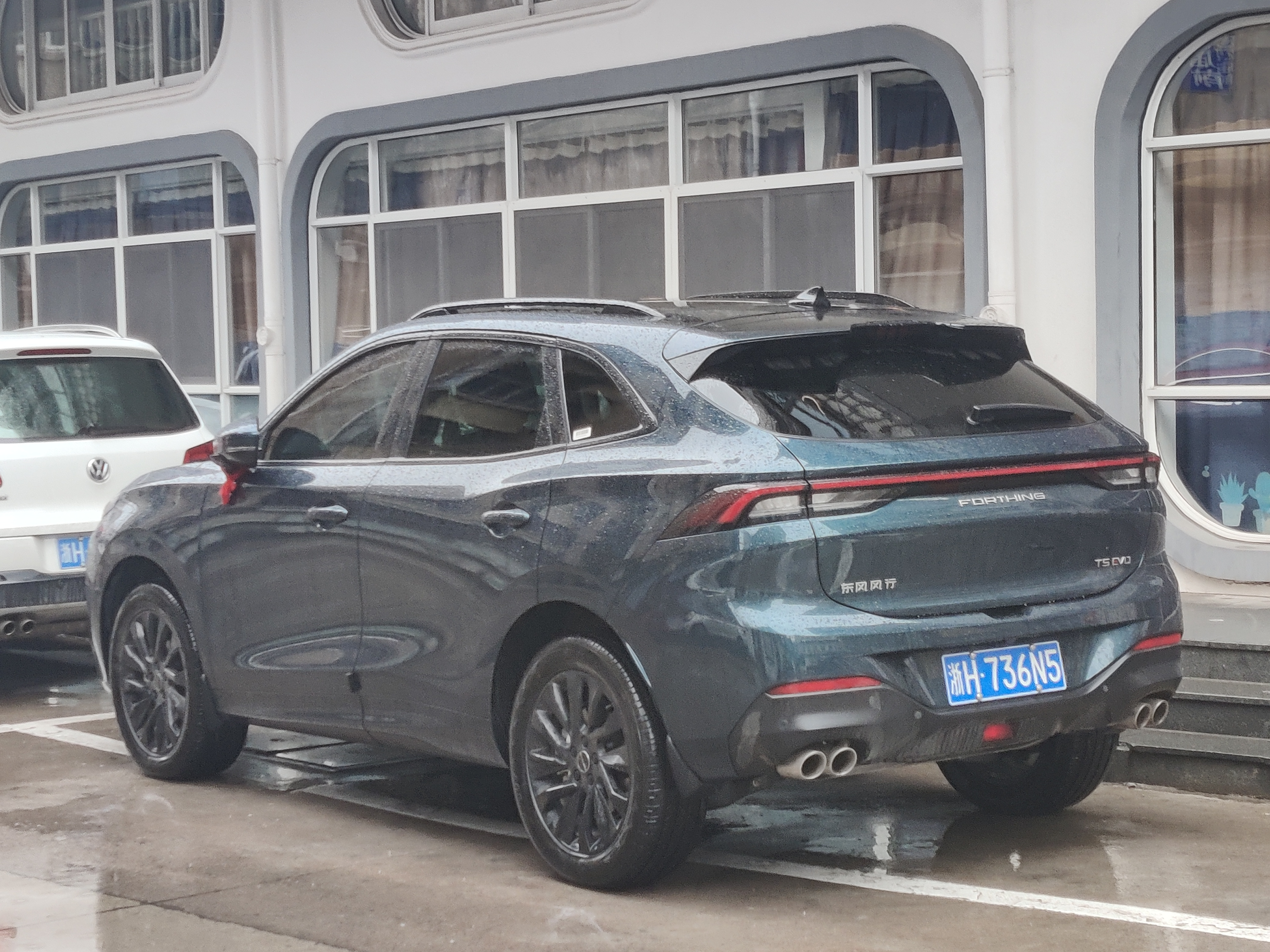
Forthing T5 EVO arrière

Le Forthing T5 EVO a été lancé en tant que variante plus sportive du SUV multisegment compact Forthing T5 sous la marque Forthing du Dongfeng Motor Group pour la Chine, et a officiellement fait ses débuts lors du Salon de l'automobile de Guangzhou 2020 en novembre 2020. Le Forthing T5 EVO est également le premier véhicule à porter le logo fraîchement dévoilé de la marque Forthing, le puissant insigne de lion (Jin Shi Biao, 劲 狮 标). Le logo a la forme d'un bouclier avec un graphique de lion au centre, ce qui implique « confiance en soi, intrépidité et bravoure » selon les responsables.
La puissance du Forthing T5 EVO provient d'un moteur turbo Mitsubishi de 1,5 litre produisant une puissance maximale de 145 kW (192 ch) et un couple maximal de 285 N m, un temps d'accélération de 0 à 100 km/h de 9,5 s et une consommation de carburant de 6,6 litres aux 100 km. Deux tailles de roues sont disponibles, 235/55 R19 et 235/60 R18.
Le Forthing T5 EVO est équipé de systèmes d'aide à la conduite intelligents L2 + et du système de liaison intelligente Future Link 4.0. Pour les modèles à finitions de luxe et standard, Forthing a développé pour le T5 Evo une peinture 2K résistante à la corrosion et auto-cicatrisante offrant huit types de couleurs personnalisées. Pour l'intérieur, le T5 EVO est équipé de 37 espaces de rangement comprenant divers crochets cachés, un rangement dans le panneau de porte capable de contenir des bouteilles d'eau de 1 litre et un espace de rangement supplémentaire pour les téléphones portables et l'électronique.

## Forthing Leiting
Le Forthing Leiting (雷霆) est la variante purement électrique lancée en mars 2023. Le véhicule roule sur la plate-forme EMA-E et partage la majorité de la carrosserie avec le T5 EVO. La puissance provient d'un moteur électrique de 150 kW avec un couple de 340 N·m. L'autonomie électrique du CLTC est de 630 km et 430 km sur différentes versions.

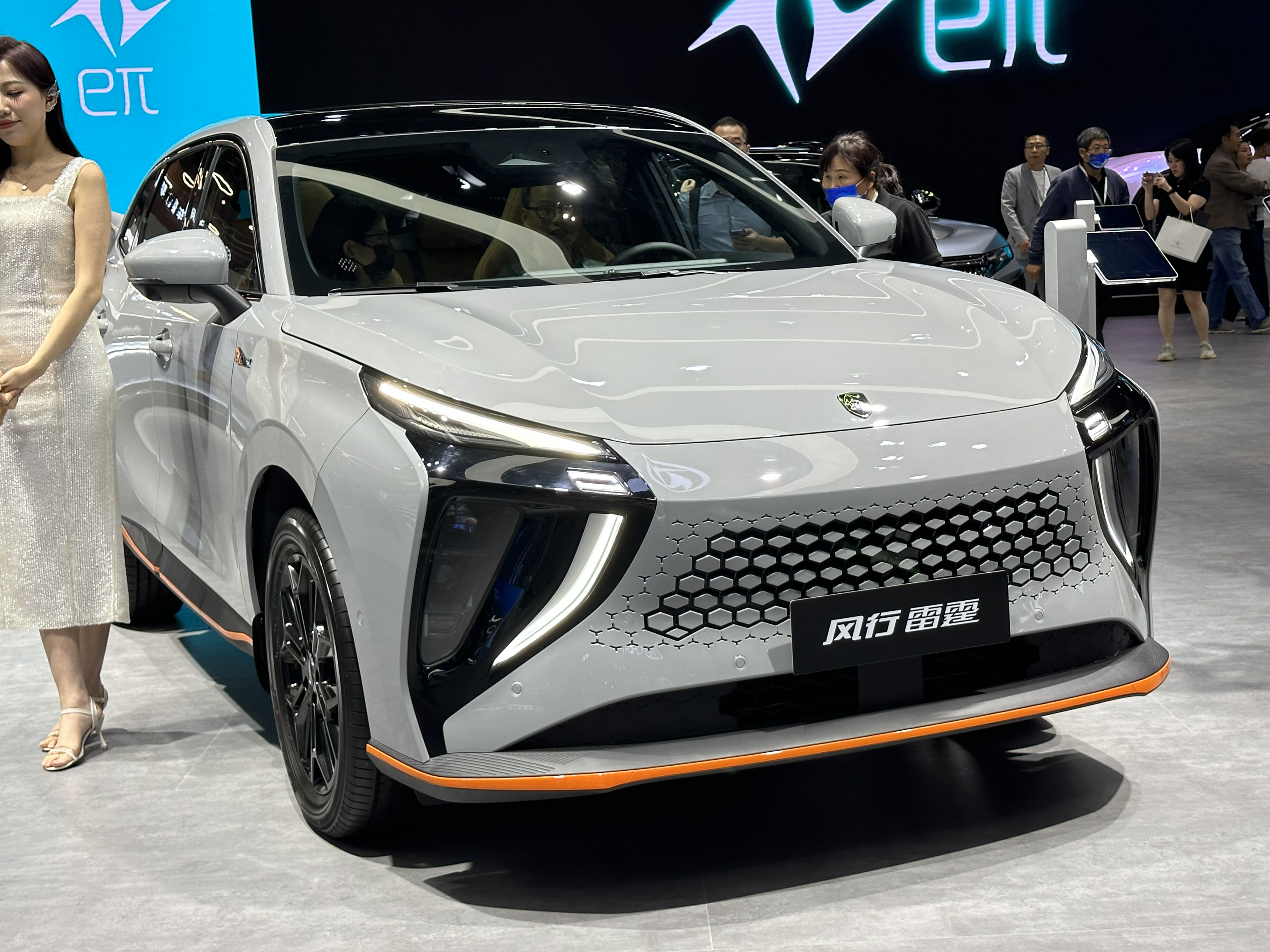
2022 Forthing Leiting
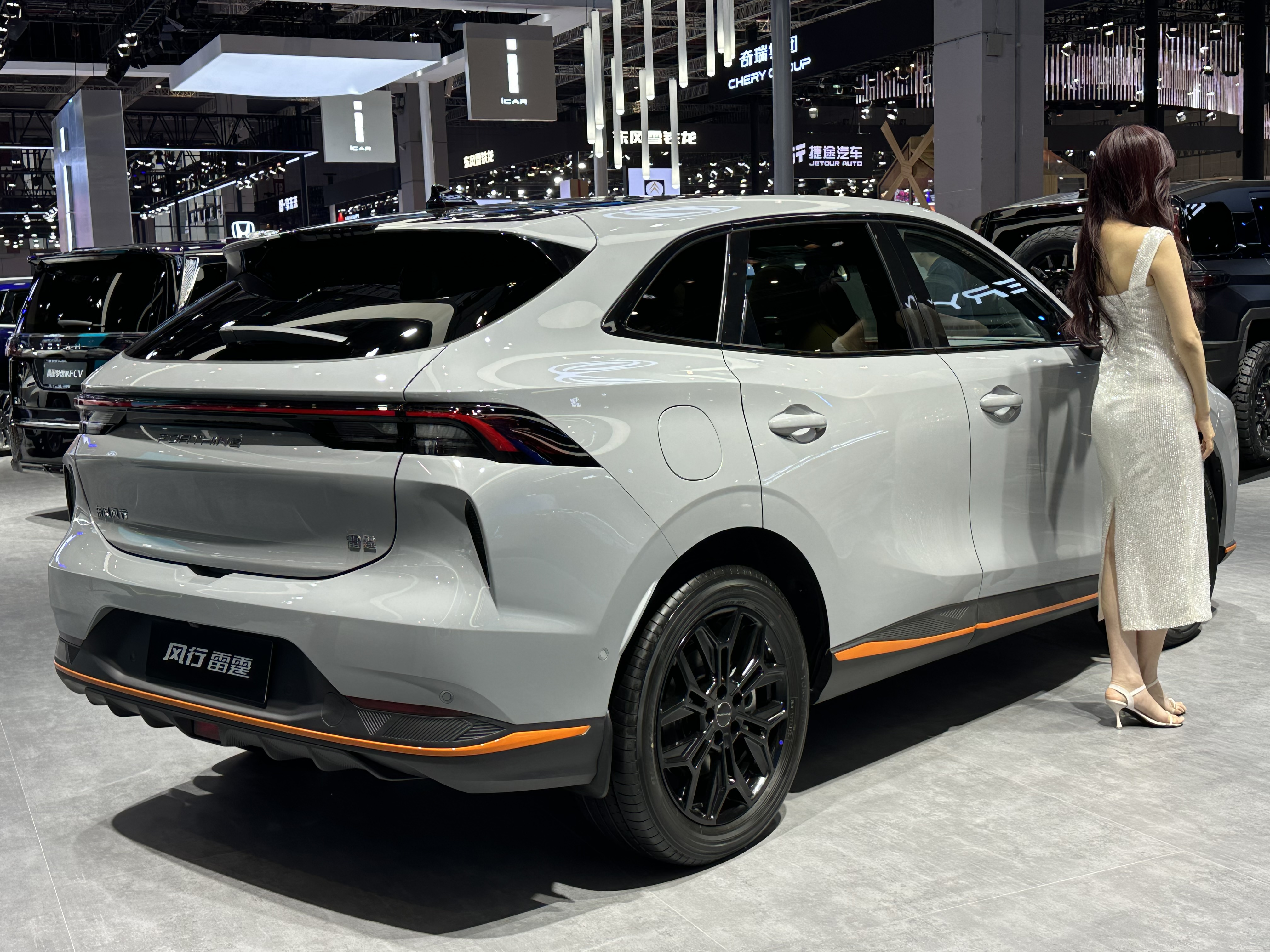
Rear view

## Marché du Vietnam
Le Forthing T5 EVO devrait également être lancé au Vietnam par Dongfeng Vietnam en 2021.

## Ventes à l'étranger
Forting T5 EVO a officiellement commencé à être vendu en Biélorussie .